# The Primitives
|  | «Primitives» redirigeix aquí. Si cerqueu la funció matemàtica, vegeu «Primitiva». |

The Primitives és una banda anglesa d'indie pop procedent de Coventry i formada el 1985. És coneguda, principalment, pel seu èxit internacional "Crash", del 1988.

## Història
The Primitives es van formar durant l'estiu de 1984 a Coventry per PJ Court (guitarra), Steve Dullaghan (baix), Peter Tweedie (bateria) i Keiron McDermott (vocalista). McDermott va ser reemplaçat poc després per Tracy Tracy (Tracy Louise Cattell). El 1987, Tig Williams va reemplaçar Pete Tweedie a la bateria.
La banda va formar part de l'escena independent britànica de mitjans dels 80 al costat de grups com The Jesus and Mary Chain, Primal Scream, My Bloody Valentine, The Soup Dragons o The Wedding Present. Els seus majors rivals dins del denominat 'blonde pop' van ser Transvision Vamp i The Darling Buds.
Els primers senzills de la banda van ser publicats sota el seu propi segell, Lazy Records. A finals de 1987 van signar amb RCA que va publicar els treballs de la banda des de llavors fins a la seva separació. El seu primer àlbum Lovely (1988) va aconseguir el número 6 de les llistes britàniques i se'n van extreure dos reeixits senzills; "Crash", número 5 al Regne Unit i número 3 als Estats Units, i "Out of Reach", número 25 al Regne Unit. "Way Behind Me" va ser llançat com a senzill poc després i inclosa en edicions posteriors de l'àlbum. A finals de 1988, The Primitives va realitzar una gira pel Regne Unit exhaurint les entrades en totes les seves presentacions, la gira va culminar amb dues nits consecutives al Town &amp; Country Club de Londres.
El segon àlbum de la banda va ser Pure (1989) que va venir precedit de tres senzills, "Way Behind Me" (núm. 36 al Regne Unit i núm. 8 als Estats Units), "Sick of It" (número 24 al Regne Unit i número 9 als Estats Units) i "Secrets" (número 49 al Regne Unit i número 12 als Estats Units). A l'any següent van realitzar una extensa gira pels Estats Units acompanyats per The Sugarcubes. The Primitives es van separar el 1992 a causa del fracàs comercial del seu darrer treball, Galore (1991).
Steve Dullaghan va morir el 4 de febrer de 2009 a Coventry, després de la qual cosa, la banda va decidir tornar als escenaris després de 18 anys d'absència. Els seus primers concerts van tenir lloc a Coventry ia Londres a l'octubre de 2009. A la primavera de 2010 van sortir de gira pel Regne Unit i van fer un concert a The Bell House a Brooklyn, Nova York. El 13 de desembre de 2010 The Primitives van telonejar The Wedding Present durant la presentació del 21è aniversari de l'àlbum Bizarro a la sala KOKO de Camden Town.

## Integrants

### Formació actual
- Paul Court - guitarra i veu (1985-1991, 2009-present)
- Tracy Tracy (AKA Tracy Cattell) - veu i percussió (1986-1991, 2009-present)
- Tig Williams - bateria (1988-1991, 2009-present)
- Raph Moore - baix (2009-present)

### Antics membres
- Keiron McDermott - veu (1985-1986)
- Peter Tweedie - bateria (1985-1988)
- Steve Dullaghan - baix i guitarra (1985-1989; mort)
- Andy Hobson - baix (1989)
- Paul Sampson - baix (1989-1991)
- Neil Champion - baix (1991)
- Clive Layton - teclat (1988-1991)

## Discografia

### Àlbums d'estudi
- Lovely (1988) No. 6
- Pure (1989) No. 36
- Galore (1991)
- Echoes and Rhymes (2012)
- Spin-O-Rama (2014)

### Compilacions
- Lazy 86-88 (1989) UK No. 73
- Bombshell - The Hits & More (1994)
- Best of The Primitives (1996)
- Bubbling Up - BBC Sessions (1998)
- Thru the Flowers - The Anthology (2004)
- Buzz Buzz Buzz (2005)
- The Best of The Primitives (2005)
- Buzz Buzz Buzz - Complet Lazy Recordings (2006)